# David Hugo Schmitz
David Johannes Hugo Schmitz (* 6. August 1993 in Köln) ist ein deutscher Schauspieler.

## Leben, Ausbildung
Seine Großmutter war die Theaterschauspielerin Hannelore Lübeck. Als Kind und in seiner Jugend spielte er Fußball bei Fortuna Köln und wurde darüber für die TV-Serie Die Torpiraten entdeckt. Er spielte zudem unter anderem in der Kölner Jugendauswahl des DFB und bei der  TSV Germania Windeck.
Während seiner Schullaufbahn nahm er Schauspielunterricht im Kölner Jugendclub JUNIORHOUSE bei Alexandra von Schwerin & Bianca Lehnard. Nachdem er 2013 sein Abitur in Köln bestand und sich voll auf die Schauspielerei konzentrierte, spielte er zwischen 2014 und 2015 in drei Kinoproduktionen die Hauptrollen („Bad Trip“, „Hey“, „Radio Heimat“) und verwirklichte 2016 mit dem Kurzfilm „Nino“ seine erste Regiearbeit, bei der er ebenfalls das Drehbuch schrieb und eine der Hauptrollen übernahm.
Von 2016 bis 2020 besuchte David Hugo Schmitz die Filmuniversität Babelsberg Konrad Wolf im Fach Schauspiel.
Im Laufe des Studiums realisierte er seinen zweiten Kurzfilm „Kopfbahnhof 11:11“, bei dem er für das Drehbuch und den Schnitt verantwortlich zeichnete, eine der Rollen übernahm und zusammen mit Maximilian Mundt Regie führte. Der Film feierte 2021 auf den 55. Hofer Filmtagen Premiere.
Seit 2020 ist David Hugo Schmitz festes Ensemblemitglied im Theater Bonn.

## Filmografie (Auswahl)
- 2008: Die Torpiraten
- 2011: Ausreichend (Kino)
- 2012: Der Lehrer (Fernsehserie) - (2.06, 2.07)
- 2014: 3A – Parallel (Musikvideo)
- 2014: Bad Trip (Kinofilm)
- 2014: Chroniken
- 2015: Radio Heimat (Kinofilm)
- 2015: Hey (Kinofilm)
- 2016: Nino (Kurzfilm, auch Regie)
- 2016: Monster (Kinofilm)
- 2016: Intergalactical Chewing Gum (Kino)
- 2017: 1000 Arten Regen zu beschreiben (Kinofilm)
- 2018: Kommissar Dupin – Bretonisches Leuchten (Fernsehreihe)
- 2018: Wer hat eigentlich die Liebe erfunden? (Kinofilm)
- 2019: Frau Stern (Kinofilm)
- 2019: Schattenmoor (Fernsehfilm)
- 2020: SOKO Leipzig (Fernsehserie)
- 2021: @ichbinsophiescholl (Instagram-Serie)
- 2021: Kopfbahnhof 11:11 (Kurzfilm, auch Regie)

## Hörspiele (Auswahl)
- 2021: Thomas von Steinaecker: Der Verein - Fußballserie aus 4 Perspektiven (WDR)[2]
- 2022: Leonie Below: Vom Erdboden - Verschwundener Bruder unter Neonazi-Verdacht (WDR)
- 2022: Edgar Linscheid und Stuart Kummer: GRЁUL - Die Legende erwacht (WDR)[3][4]
- 2024: Edgar Linscheid und Stuart Kummer: GRЁUL 2 - Die Legende lebt (Hörspiel – WDR)[5]
- 2024: The Belles. Fantasy-Hörspiel-Serie nach Dhonielle Clayton (Hörspiel - WDR)[6]